# Саовабха
Саовабха (1 января 1864, Большой дворец, Пхранакхон, Бангкок, Королевство Сиам — 20 октября 1919, там же) — королева-консорт Сиама (Таиланда), одна из нескольких (одновременно) жён короля Чулалонгкорна (Рамы V; правил в 1868—1910).

## Биография
Дочь короля Монгкута (Рамы IV; правил в 1851—1868) и королевы Пиямавади. Единокровная (по отцу) сестра своего мужа, короля Чулалонгкорна, и родная сестра (и по матери и по отцу) двух других его жён — королевы Сунандхи и королевы Саванг.
Вступила в брак с королём около 1878 года, родила ему девятерых детей, из которых до совершеннолетия дожили пятеро. Когда в 1897 году её муж отправился в длительное путешествие по Европе, Саовабха оставалась в Сиаме в качестве королевы-регента; она стала первой женщиной на посту регента в истории страны. Королева интересовалась вопросами прав женщин в своей стране, в 1904 году она основала одну из первых в Сиаме школ для девочек — школу Королевы в Бангкоке. 
Королева Саовабха скончалась в 1919 году в возрасте 58 лет, когда королём был её старший сын, Вачиравуд (Рама VI; правил в 1910—1925), который организовал чрезвычайно торжественную церемонию похорон. В дальнейшем, в 1924 году король Вачиравуд издал Закон о престолонаследии, согласно которому, при наследовании престола сыновья Саовабхи имели приоритет перед остальными сыновьями Чулалонгкорна от других жён, хотя некоторые из них по возрасту были старше. В результате, ещё один сын Саовабхи, Прачадипок (Рама VII; правил в 1925—1935) в дальнейшем тоже смог занять королевский престол. 
Ещё один сын королевы Саовабхи, сиамский фельдмаршал Чакрабон (1883—1920, был известен своими связями с Российской империей, где окончил Пажеский корпус и Николаевскую академию Генерального штаба, служил офицером в гвардейской кавалерии и женился на русской дворянке, Екатерине Десницкой (1886—1960), которой королева Саваобха приходилась тёщей. 
Королева Саваобха была кавалерственной дамой большого креста российского императорского женского ордена Святой Екатерины (решение о награждении было принято 16 января 1906 года), кавалерственной дамой японского ордена Драгоценной короны 1-й степени и нескольких сиамских орденов.